# Nigel Bond
Nigel Graham Bond (* 15. November 1965 in Darley Dale, Derbyshire) ist ein ehemaliger englischer Snookerspieler. Er wurde 1989 Profi und gewann in seiner mehr als 30-jährigen Karriere 5 Profiturniere und stand 1995 im Finale der Snookerweltmeisterschaft. Nach einer 1:6-Niederlage gegen Lukas Kleckers in der 2. Runde der Qualifikation zur Snookerweltmeisterschaft 2022 und dem Verlust der Tourkarte gab er sein Karriereende nach 33 Jahren auf der Maintour bekannt.

## Karriere

### Englischer Meistertitel und Start in die Profikarriere
Bevor Nigel Bond Profi wurde, spielte er einige Jahre als Amateur. In der englischen Amateurmeisterschaft kam er in der zweiten Hälfte der 1980er Jahre zweimal ins Halbfinale der Nordgruppe, bevor er 1989 mit Siegen über Drew Henry, Jonathan Birch und James Wattana ins Finale kam und sich mit 13:11 gegen Barry Pinches den Titel holte. Im selben Jahr nahm er auch an der Qualifikation für die Profitour teil. Bei den Professional Play-offs erreichte er das Entscheidungsspiel und durch ein deutliches 9:0 gegen den Schotten Ian Black, Profi seit 1982, sicherte er sich eines von 7 Tickets für die Profiturniere.
Seine Profikarriere begann er in der Saison 1989/90 mit Siegen über Glen Wilkinson und Darren Morgan bei den Hong Kong Open. Schon beim International Open erreichte er sein erstes Topergebnis und kam bis ins Halbfinale. Er schlug unter anderem den Weltranglistenzweiten John Parrott und die Nummer 7 Cliff Thorburn. Und Stephen Hendry, der in dem Jahr noch die Nummer 3 gewesen war, zwang er in den Decider, den er nur knapp zum 5:6 verlor. Weitere Erfolge waren das Viertelfinale beim European Open und das Achtelfinale beim Dubai Classic, in deren Verlauf er weitere Top-16-Spieler schlug. Einige Male verpasste er aber auch die Turnierendrunde. Bei der Weltmeisterschaft erreichte er die letzte Qualifikationsrunde, verlor aber mit 6:10 gegen Steve Newbury. Im Jahr darauf kam er bereits beim zweiten Turnier, beim Grand Prix, zum ersten Mal ins Finale. Schon in der ersten Hauptrunde schlug er den Titelverteidiger und langjährigen Weltranglistenersten Steve Davis. Nach Willie Thorne und Neal Foulds schlug er im Halbfinale die Nummer 4 Jimmy White, Stephen Hendry erwies sich aber im Endspiel als zu stark und er verlor 5:10. Beim Asian Open schlug er ein weiteres Mal Davis und kam danach ins Achtelfinale, bei der UK Championship erreichte er sogar das Viertelfinale, dort behielt Steve Davis mit 9:7 die Oberhand. Bei der WM verhinderte diesmal Ex-Weltmeister Joe Johnson seinen Endrundeneinzug. Bond konnte zwar schon mit den besten Spielern mithalten, weil er aber immer wieder auch früh ausschied, stand er nach zwei Jahren erst auf Platz 21 der Weltrangliste.

### Vorstoß in die Top 16 und Weltmeisterschaftsfinale
1991/92 gab es zwar erneut zwei Erstrundenniederlagen für ihn, aber gleich viermal, beim Grand Prix, beim Classic, bei den Welsh Open und beim Strachan Open, das Halbfinale. Bei der Weltmeisterschaft hatte er mit Jack McLaughlin, der Nummer 49 der Rangliste, einen leichten Gegner und schaffte erstmals den Einzug ins Crucible Theatre, wo er Alain Robidoux mit 7:10 unterlag. Er schlug Jimmy White, Mike Hallett und Neal Foulds und gehörte 1992 selbst den Top-10-Spielern an. Im Jahr darauf erreichte er zum zweiten Mal ein Finale beim zweiten Turnier der Strachan Challenge, einem Minor-Ranking-Turnier. Überraschend verlor er gegen Troy Shaw, lediglich Nummer 121 der Weltrangliste, mit 4:9.  Dafür siegte er zum Jahresende 1992 beim Kings Cup in Thailand. Gleich fünfmal stand er daneben noch im Viertelfinale und bei den Welsh Open 1993 gelang ihm erstmals auch ein Sieg über Hendry. Bei seinem ersten Masters-Auftritt verlor er in Runde 1 gegen Steve Davis. Bei der WM gewann er gegen Überraschungsqualifikant Spencer Dunn sein erstes Crucible-Match und nach einem 13:7-Sieg über Gary Wilkinson unterlag er im Viertelfinale mit demselben Ergebnis Stephen Hendry. Damit behauptete er auch Platz 9. Außerhalb der Tour feierte er beim King’s Cup, einem Einladungsturnier in Thailand mit lokalen Amateuren, einen Erfolg. Im Finale besiegte er den lokalen Profivertreter James Wattana mit 8:7 und gewann den Titel.
In der Saison 1993/94 schlug er zu Beginn Davis und White beim Scottish Masters, einem Einladungsturnier. Bei der UK Championship erreichte er das Viertelfinale, ebenso bei den British Open und zum zweiten Mal in Folge bei der Weltmeisterschaft, wo er erneut gegen Hendry unterlag. Damit blieb er etwas hinter früheren Ergebnissen zurück und verlor auch in der Rangliste wieder etwas an Boden. Zum Abschluss der Saison stand er beim Pontins Professional, das nicht für die Rangliste zählte, ein weiteres Mal im Finale und verlor diesmal mit 5:9 gegen Ken Doherty. Die Saison 1994/95 begann mit dem Viertelfinale beim Dubai Classic, brachte ein weiteres Halbfinale beim European Open mit einem Sieg über Doherty im Viertelfinale, und endete mit dem Einzug in das Finale der Snookerweltmeisterschaft 1995. Doch auch er konnte nicht verhindern, dass sich Hendry zum vierten Mal in Folge den Weltmeistertitel holte. Nach einer 5:4-Führung verlor er 10 Frames in Folge und am Ende mit 9:18. Die weiteren Ergebnisse der Saison genügten aber nicht, um ihn von Platz 12 wegzuholen.

### Turniersiege und Vorstoß auf Platz 5
Die WM gab ihm aber Auftrieb und so gewann er zu Beginn der folgenden Saison mit der Red and White Challenge, einem Einladungsturnier, seinen ersten Profititel. Beim Thailand Classic kam er kurz darauf erneut ins Finale, verpasste aber gegen John Parrott seinen ersten Ranglistensieg. Bei der UK Championship kam er ins Viertelfinale. Schließlich gelang ihm im Achtelfinale der British Open sein zweiter Sieg gegen Hendry mit 5:4. Er besiegte danach Peter Ebdon und Dave Harold und schaffte anschließend gegen John Higgins in seinem vierten Ranglistenfinale seinen einzigen Sieg. In einem weitestgehend ausgeglichenen Match entschied der Decider und dort gewann Bond am Ende auf Schwarz mit 2 Punkten Vorsprung das Endspiel. Bei der Weltmeisterschaft kam er wieder bis ins Halbfinale, wo er erneut klar gegen Hendry verlor, der anschließend seinen Crucible-Rekord auf 5 WM-Titel in Folge erhöhte. Damit erreichte Bond Platz 5 in der Weltrangliste, die höchste Platzierung in seiner Karriere. Am Saisonende trat er ein weiteres Mal beim Pontins Professional an und verlor zum zweiten Mal das Endspiel gegen Ken Doherty.
Die Saison 1996/97 brachte ihm gleich zu Anfang seinen dritten Profititel beim Malta Grand Prix. Bei dem Einladungsturnier besiegte er im Finale Lokalmatador Tony Drago mit 7:3. Bei den German Open unterlag er im Halbfinale Ronnie O’Sullivan. Beim Masters überstand er erstmals das Auftaktspiel und kam ins Halbfinale, wo er erneut an O’Sullivan scheiterte. Beim Thailand Open besiegte er im Halbfinale Stephen Hendry mit 5:4. Das Finale verlor er gegen Peter Ebdon mit 7:9. Es war mit 31 Jahren sein letztes Ranglistenfinale. Zunehmend traten jüngere Spieler wie O’Sullivan, John Higgins, Mark Williams, aber auch Stephen Lee, gegen den er sein Auftaktspiel bei der WM verlor, in den Vordergrund. Zuerst gelang ihm aber beim Scottish Masters zu Beginn der Saison 1997/98 sein vierter Turniersieg. Bei dem Einladungsturnier schlug er Davis, Doherty und John Parrott und schlug Alan McManus auf heimischem Boden im Finale mit 9:8. Der Rest der Saison war aber durchwachsen mit dem Viertelfinale beim Thailand Masters als bestem Ergebnis für die Rangliste. Die erneute Auftaktniederlage im Crucible, diesmal mit 5:10 gegen Mark King, ließ ihn auf Platz 13 zurückfallen, und er musste um seine Zugehörigkeit zu den Top 16 bangen.

### Nachlassende Erfolge und Abstieg aus den Top 32
Im Jahr darauf gelang ihm allerdings bei keinem Turnier mehr als ein Sieg, das heißt, er kam nie über das Achtelfinale hinaus. Bei zwei Ranglistenturnieren verlor er das Auftaktspiel. Auch dass er bei der WM mal wieder das Achtelfinale erreichte, konnte nicht verhindern, dass er 1999 nach 7 Jahren aus den Top 16 herausfiel. Das war gleichbedeutend damit, dass er künftig eine Qualifikationsrunde bei jedem Turnier spielen musste. Dreimal verlor er so ein Auftaktspiel, nur zweimal, beim Malta Grand Prix und beim Thailand Masters, kam er ins Achtelfinale. 2000/01 war das Achtelfinale bei den China Open sein bestes Ergebnis. Immerhin kam er auch sonst meist unter die letzten 32 und konnte so seine Position halten. Anders im Jahr darauf, wo er öfter in Runde 1 scheiterte. Mit dem Erreichen des Halbfinals bei den Scottish Open, das er auch nur knapp mit 5:6 gegen Stephen Lee verlor, hatte er zwar ein Erfolgserlebnis. Allerdings verpasste er anschließend bei der Weltmeisterschaft gegen Stuart Bingham nach 10 Jahren zum ersten Mal wieder den Einzug ins Crucible und verlor damit auch in der Rangliste. Eine weitere enttäuschende Saison mit einer Serie von 6 Auftaktniederlagen in Folge brachte ihn weiter in Bedrängnis. Dass er beim LG Cup das Achtelfinale erreichte und sich bei der Weltmeisterschaft bei Bingham revanchierte und gegen ihn wieder den Endrundeneinzug schaffte, konnte nicht verhindern, dass er bis auf Platz 40 fiel.
Ab der Saison 2003/04 musste er damit auch noch eine Qualifikationsrunde mehr spielen. Beim Merseyside Professional zeigte er zu Saisonbeginn mit dem Erreichen des Halbfinals, dass er trotzdem weiter mithalten konnte. Bei der UK Championship besiegte er den Weltranglisten-6. Ken Doherty sowie anschließend mit Joe Perry einen weiteren Top-16-Spieler und erreichte damit das Viertelfinale. Perry schlug er ein weiteres Mal beim Irish Masters und kam damit ins Achtelfinale. Obwohl er die WM-Endrunde verfehlte, hatte er damit seinen Abwärtstrend gestoppt. 2004/05 verlor er nur einmal sein Auftaktspiel und insbesondere durch das Achtelfinale beim Grand Prix schaffte er nach 2 Jahren wieder die Rückkehr in die Top 32. In diesem Turnier gelang ihm auch sein höchstes offizielles Break von 140 Punkten. Auch im Jahr darauf punktete Bond regelmäßig und beim Malta Cup verzeichnete er ein weiteres Achtelfinale. Höhepunkt war aber die WM. Erneut traf er im Crucible auf Stephen Hendry, diesmal im Auftaktspiel. Bond dominierte die Partie und lag bis zu 4 Frames vorne, bevor der Schotte zum 8:8 ausglich. Es kam schließlich zum Decider, den Bond mit 7 Punkten Vorsprung gewann und damit den Rekordweltmeister erstmals im Crucible besiegte. Im Achtelfinale verlor er mit 9:13 gegen Graeme Dott, der anschließend neuer Weltmeister wurde.

### Späte Erfolge als 40-Jähriger
Damit verbesserte sich Bond bis auf Platz 20 und näherte sich mit 40 Jahren wieder den Top 16. Er konnte sich aber nicht mehr weiter steigern, obwohl er immerhin seine Position halten konnte. Bei den Welsh Open 2007 erreichte er wieder das Achtelfinale, im Jahr darauf waren das Viertelfinale bei den China Open und das Achtelfinale bei der UK Championship zwei Punktebringer. Die Saison 2008/09 drohte mit einer Serie von 6 Niederlagen eine Enttäuschung zu werden, doch bei der Weltmeisterschaft qualifizierte er sich gegen Mike Dunn noch ein letztes Mal in seiner Karriere für die Endrunde und gegen Peter Ebdon konnte er noch einmal seinen letzten Crucible-Sieg mit 10:5 erzielen.
Nach der Saison war er einer von fünf Vertretern des Vereinigten Königreichs bei den 8. World Games in Kaohsiung. Er erreichte das Endspiel im Snooker-Herren-Wettbewerb und gewann mit einem 3:0 über David Grace die Goldmedaille.
Nach den schwächeren Ergebnissen zuvor näherte sich Bond in der Weltrangliste wieder Platz 32 und nachdem 2009/10 das Achtelfinale bei den China Open das einzige bessere Ergebnis war, fiel er 2010 endgültig aus den Top 32 heraus.

### Zwei weitere Titel und der Abstieg aus den Top 64
Neuerung der Saison 2010/11 war die Players Tour Championship (PTC) mit einer Serie von Kleinturnieren mit reduzierter Punktzahl. Gleich im ersten Turnier in Sheffield kam er ins Achtelfinale, konnte das Ergebnis danach aber nicht mehr wiederholen. Ebenfalls neu war das Snooker Shoot-Out, ein Sonderformat mit 1-Frame-Matches auf Zeit. Überraschend kam er bei dem Einladungsturnier ins Finale und mit einem 58:24 über Robert Milkins holte er mit 45 Jahren seinen fünften und letzten Main-Tour-Titel. Aufgrund seines Alters qualifizierte er sich auch für die World Seniors Championship, bei der er bis ins Halbfinale kam, wo er gegen Steve Davis verlor. Bei den Ranglistenturnieren stand er ansonsten mehrfach unter den Letzten 32, kam aber nicht darüber hinaus. In Bezug auf die Weltrangliste verlief die nächste Saison ähnlich, nur dass er auch in den PTC-Turnieren immer spätestens in der Runde der letzten 32 ausschied. Höhepunkt der Saison 2012/13 war für Bond die World Seniors Championship, bei der neben ihm aber nur noch drei weitere aktuelle Profis mitspielten. Als einziger von ihnen erreichte er das Halbfinale und mit Siegen über die Ex-Profis Darren Morgan und Tony Chappel gewann er das Turnier. Des Weiteren brachte das Spieljahr vier weitere Achtelfinals, zwei bei PTC-Turnieren, eines beim Shoot-Out und am wertvollsten war das bei den World Open, das ihn in der Weltrangliste absicherte.
Die World Seniors Championship 2013 sah ihn erneut im Finale, das er durch einen Sieg über Stephen Hendry erreicht hatte. Diesmal verlor er aber gegen Steve Davis. Mit nur einem PTC-Achtelfinale und einigen wenigen Platzierungen unter den Letzten 32 war 2013/14 aber eine schwächere Saison. Einzig mit dem Drittrundeneinzug bei der UK Championship 2014 und dem Achtelfinale bei den Indian Open 2015 konnte er das nicht wettmachen und so spielte er danach bei der Weltmeisterschaft schon um seinen Verbleib auf der Profitour. Doch die Niederlage in der ersten Qualifikationsrunde gegen Igor Figueiredo mit 3:10 ließ ihn nach 26 Jahren ununterbrochener Zugehörigkeit aus den Top 64 fallen. Immerhin musste er nicht in die Q School, um sich neu zu qualifizieren. Seine Ergebnisse bei den PTC-Turnieren reichten in der Summe aus, um unter die Top 8 der bereinigten Tourwertung zu kommen und damit noch einmal die Startberechtigung für die folgenden beiden Spielzeiten der Profitour zu bekommen.

### Weitere Profijahre als einer der ältesten Spieler der Tour
Obwohl Bond nach den Rückschlägen zwischenzeitlich ans Aufhören dachte, blieb er auf der Tour. Die Saison 2015/16 begann nicht sehr viel versprechend und ihm gelangen nur einzelne Siege. Bestes Turnierergebnis war das Achtelfinale bei den Gibraltar Open, das aber nicht viele Punkte brachte. Erst ein Sieg über Xiao Guodong bei den China Open und das Erreichen der dritten Runde bei der WM halfen ihm voran und er begann das zweite Jahr als Nummer 71. Als er beim Indian Open 2016 mit inzwischen 50 Jahren noch einmal bei einem Ranglistenturnier bis ins Halbfinale kam, kletterte er wieder auf Platz 65, doch zwischenzeitlich gab es eine längere Niederlagenserie. Bei den Gibraltar Open erreichte er gegen Saisonende tatsächlich noch ein weiteres Mal das Halbfinale, das Turnier hatte aber nur eine geringe Wertigkeit und nur ein Sieg aus den verbleibenden beiden Turnieren ließen ihn erneut die Weiterqualifikation verfehlen. Erneut half ihm aber eine Sonderwertung aus. Insbesondere die beiden Halbfinals machten ihn zu einem der 8 besten Nichtqualifizierten in der Ein-Jahres-Wertung und verhalfen ihm zu einer nochmaligen Verlängerung seiner Tourzugehörigkeit.
Allerdings blieben die Erfolge in den nächsten beiden Jahren überschaubar. Bei den Welsh Open 2018 schlug er zwar immerhin Ali Carter und Jack Lisowski und kam ins Achtelfinale und beim Shoot-Out, das in diesem Jahr ebenfalls für die Weltrangliste zählte, kam er ebenfalls in Runde 4, darüber hinaus gewann er aber nur einzelne Partien und kam so nie über Platz 78 hinaus. Doch hatte er erneut Glück, dass 8 Tourcards für die Ein-Jahres-Rangliste vergeben wurden und er als Achter damit gerade noch an zwei weitere Tourjahre kam. In der Saison 2019/20 gelang ihm mit dem Erreichen des Viertelfinals bei der UK Championship noch einmal ein herausragendes und punkteträchtiges Ergebnis. Wesentlich war dabei ein 6:3-Sieg über den Weltmeister und Weltranglistenersten Judd Trump. Beim German Masters kam er außerdem ins Achtelfinale, das fiel aber weniger ins Gewicht. Damit startete er in die nächste Saison auf Platz 68. Saison 2020/21 beendete er nur 2 Turniere ohne Sieg, und auch ohne dass er einmal über die zweite Runde hinauskam sammelte er damit gerade genug Punkte, um auf Platz 64 zu kommen und damit automatisch ein weiteres Jahr auf der Tour bleiben zu können. Mit 55 Jahren war er der älteste direkt qualifizierte und insgesamt hinter dem drei Jahre älteren Jimmy White der zweitälteste Spieler der Saison 2021/22.
Seit Februar 2016 ist Bond auch Trainer an der Victoria Snooker Academy in Sheffield.

## Erfolge

### Finalteilnahmen bei Turnieren der Profitour
| Ergebnis | Jahr | Turnier                        | Gegner im Finale | Endstand    |
| -------- | ---- | ------------------------------ | ---------------- | ----------- |
| Finalist | 1990 | Grand Prix                     | Stephen Hendry   | 5:10        |
| Sieger   | 1992 | Kings Cup                      | James Wattana    | 8:7         |
| Finalist | 1993 | Strachan Challenge (Turnier 2) | Troy Shaw        | 4:9         |
| Finalist | 1994 | Pontins Professional           | Ken Doherty      | 5:9         |
| Finalist | 1995 | Weltmeisterschaft              | Stephen Hendry   | 9:18        |
| Sieger   | 1995 | Red and White Challenge        | John Parrott     | 8:6         |
| Finalist | 1995 | Thailand Classic               | John Parrott     | 6:9         |
| Sieger   | 1996 | British Open                   | John Higgins     | 9:8         |
| Finalist | 1996 | Pontins Professional           | Ken Doherty      | 7:9         |
| Sieger   | 1996 | Malta Grand Prix               | Tony Drago       | 7:3         |
| Finalist | 1997 | Thailand Open                  | Peter Ebdon      | 7:9         |
| Sieger   | 1997 | Scottish Masters               | Alan McManus     | 9:8         |
| Sieger   | 2011 | Snooker Shoot-Out              | Robert Milkins   | 1:0 (58:23) |
| Sieger   | 2012 | World Seniors Championship     | Tony Chappel     | 2:0         |
| Finalist | 2013 | World Seniors Championship     | Steve Davis      | 1:2         |

### Weitere Turniere
| Ergebnis | Jahr | Turnier                      | Gegner im Finale | Endstand |
| -------- | ---- | ---------------------------- | ---------------- | -------- |
| Sieger   | 1989 | English Amateur Championship | Barry Pinches    | 13:11    |
| Sieger   | 1992 | King’s Cup                   | James Wattana    | 8:7      |
| Sieger   | 2009 | World Games                  | David Grace      | 3:0      |